# Gaya-dong
Gaya-dong (koreanska: 가야동) är en stadsdel i staden Busan i den sydöstra delen av Sydkorea, 300 km sydost om huvudstaden Seoul. Den ligger i stadsdistriktet Busanjin-gu.

## Indelning
Administrativt är Gaya-dong indelat i:
| Namn    | Namn            | Yta i km² | Invånare 30 jun 2020 |
| ------- | --------------- | --------- | -------------------- |
| 가야1동 | Gaya 1(il)-dong | 1,81      | 20 257               |
| 가야2동 | Gaya 2(i)-dong  | 1,39      | 16 847               |